# Eberhard Schleusinger
Eberhard Schleusinger (* um 1430 in „Gasmansdorf“; † nach 1488) war ein Arzt und Astrologe. Zu seinen bekannten Werken gehört der Traktat über die Kometen. Er erstellte Kalender und Horoskope, die mittels Buchdruck verbreitet wurden.
Er nannte sich „von Gasmansdorf“, erhielt 1455 in Wien den akademischen Titel Magister artium, arbeitete 1463/1464 in Nördlingen als Schulmeister und soll um 1470 Doktor der Freien Künste und der Medizin gewesen sein, und wurde Leibarzt des Bischofs von Bamberg. Er zählte zu den gelehrten Bamberger Mathematikern. Zwischen 1472 und 1488 war er Bürger und Stadtarzt in Zürich.
Hier beobachtete er am 15. Januar 1472 den Kometen C/1471 Y1, der zu den Nicht- oder langperiodischen Kometen gehörte, und schrieb darüber den Tractatus de cometis. Diese Kometenschrift in Buchform erschien als Erstdruck in der seit 1470 arbeitenden Druckerei des Chorherrenstifts St. Michael in Beromünster. Der Autor ist nicht mit Namen genannt, sondern als „Thurecensis physicus“ (Stadtarzt von Zürich) bezeichnet (Druck in Beromünster nach April 1472, 12 Blätter in 2°; GW 7252; BSB-Ink S-202, 4 Expl.). Ein weiterer Druck erfolgte in Venedig bei Hans Awrl (oder Aurl) 1474 (32 Blätter in 4°; GW 7253, BSB-Ink S-203, 2 Expl.). Die Prognosticatio des deutschen Astrologen Johannes Lichtenberger auf das Jahr 1488 beruht auf Schleusingers Text. Die späteren Drucke des Kometentexts (bis 1574) nennen Regiomontanus (Johannes Müller, 1436–1476, von Königsberg) als Verfasser, aber Schleusingers Autorschaft wird bestätigt von Conrad Gessner.
Seine weiteren gedruckt erscheinenden Werke sind 8 Kalender- und Horoskopdrucke auf das Jahr 1482, die in der Druckerei des Predigerklosters Zürich beim Drucker Sigmund Rot publiziert worden sind (5 davon werden in einem Registerblatt genannt, sind aber verschollen). Die Kalenderdrucke zeigen, dass er gute Kenntnisse der Astronomie hatte und dass er ein Jahr zum voraus die Neu- und Vollmonddaten sowie die Sonnen- und Mondfinsternisse auf einige Stunden genau voraussagen konnte.
Erst posthum erschien seine Schrift Assertio contra calumniatores astrologiae, worin er die Verächter der Astrologie tadelt, in Nürnberg beim Drucker Petrejus 1539 im Sammelwerk Opusculum astrologicum des Johannes Schöner (VD16 ZV14000).